# Ruototunturi
Ruototunturi är ett berg i Finland.   Det ligger i den ekonomiska regionen  Fjäll-Lappland  och landskapet Lappland, i den norra delen av landet, 900 km norr om huvudstaden Helsingfors. Toppen på Ruototunturi är 563 meter över havet, eller 228 meter över den omgivande terrängen. Bredden vid basen är 5,2 km.
Terrängen runt Ruototunturi är platt åt sydväst, men åt nordost är den kuperad.  Trakten runt Ruototunturi är nära nog obefolkad, med mindre än två invånare per kvadratkilometer. Det finns inga samhällen i närheten. 